# Hein van der Niet
Hein van der Niet, alias Frits van Dongen en Philip Dorn (Scheveningen, 30 september 1901 – Los Angeles, 9 mei 1975), was een Nederlandse acteur en Nederlands eerste mannelijke Hollywood-ster.

## Biografie
Hein was een zoon van schoenmaker Leendert van der Niet en dienstbode Femia Schijf en was de 4e van 10 kinderen. Hij trouwde op 23 november 1921 met Cornelia Maria Twilt, met wie hij twee kinderen kreeg. In 1930 scheidden ze en op 30 april 1933 hertrouwde hij met actrice Marianne van Dam. Op 1 november 1937 scheidden ze en op 13 juli 1939 hertrouwden ze te Rotterdam. Het scheiden en hertrouwen had vooral te maken met de Tweede Wereldoorlog en de afkomst van de vrouwen, in combinatie met de landen of gebieden waar Van der Niet werkte.
In 1916 werd hij lid van een toneelvereniging, waarna hij in diverse toneelgezelschappen speelde onder de artiestennaam Frits van Dongen. In 1934 speelde hij in zijn eerste bioscoopfilm Op hoop van zegen, de derde verfilming van het boek van Herman Heijermans. Na nog enkele Nederlandse films vertrok hij in 1937 naar Berlijn, waar hij in de Duitse film Immer wenn ich glücklich bin speelde.
In 1939 ging hij naar Amerika, waar hij tussen 1940 en 1951 in tientallen films speelde, met tegenspelers als Humphrey Bogart, Joan Crawford, Judy Garland, Oliver Hardy, James Stewart, John Wayne, George Sanders en Johnny Weissmuller. Hier gebruikte hij de artiestennaam Philip Dorn. Daarna maakte hij in 1952 en 1953 nog enkele Duitse films. In 1954 stond hij in Nederland in de theaters in de komedie Het Hemelbed van Jan de Hartog. De laatste twintig jaar van zijn leven leidde hij een teruggetrokken bestaan in Californië. In 1975 stierf hij in Los Angeles aan een hartaanval. Zijn urn staat in de marmeren muur van de Sanctuary of Tranquility op het Westwood Village Memorial Park Cemetery.

## Filmografie
- 1934 - Op Hoop van Zegen
- 1935 - Op stap
- 1935 - De kribbebijter
- 1936 - Rubber
- 1938 - Der Tiger von Eschnapur
- 1938 - Immer wenn ich glücklich bin..!
- 1938 - Das Indische Grabmal
- 1938 - Verwehte Spuren
- 1938 - Der Hampelmann
- 1939 - De big van het regiment
- 1939 - Die Reise nach Tilsit
- 1940 - Enemy Agent
- 1940 - Ski Patrol
- 1940 - Diamond Frontier
- 1940 - Escape
- 1941 - Ziegfeld Girl
- 1941 - Underground
- 1941 - Tarzan's Secret Treasure
- 1942 - Random Harvest
- 1942 - Calling Dr. Gillespie
- 1942 - Reunion in France
- 1943 - Chetniks! The Fighting Guerrillas
- 1943 - Paris After Dark
- 1944 - Passage to Marseille
- 1944 - Blonde Fever
- 1945 - Escape in the Desert
- 1946 - I've Always Loved You
- 1948 - I Remember Mama
- 1949 - The Fighting Kentuckian
- 1950 - Spy Hunt
- 1951 - Sealed Cargo
- 1952 - Hinter Klostermauern
- 1952 - Türme des Schweigens
- 1953 - Der Träumende Mund
- 1953 - Salto Mortale

## Theater
- 1947 (januari) - The Big Two, 21 voorstellingen in het Booth Theater (Broadway, Manhattan, New York) als "Nicholai Mosgovoy"

- Biblioteca Nacional de España: XX1276819
- Bibliothèque nationale de France: cb14056657t (data)
- Biografisch Portaal: 54262490
- Gemeinsame Normdatei: 124975151
- International Standard Name Identifier: 0000 0001 1600 0425
- Library of Congress Control Number: no95008503
- Nationale Bibliotheek van Israël: 987007342811505171
- SNAC: w6d93fr1
- Système universitaire de documentation: 124365760
- Virtual International Authority File: 16806154
- WorldCat: E39PCjqqX9fmTDBqt9xMWgdDWP